# Geografia Greciei

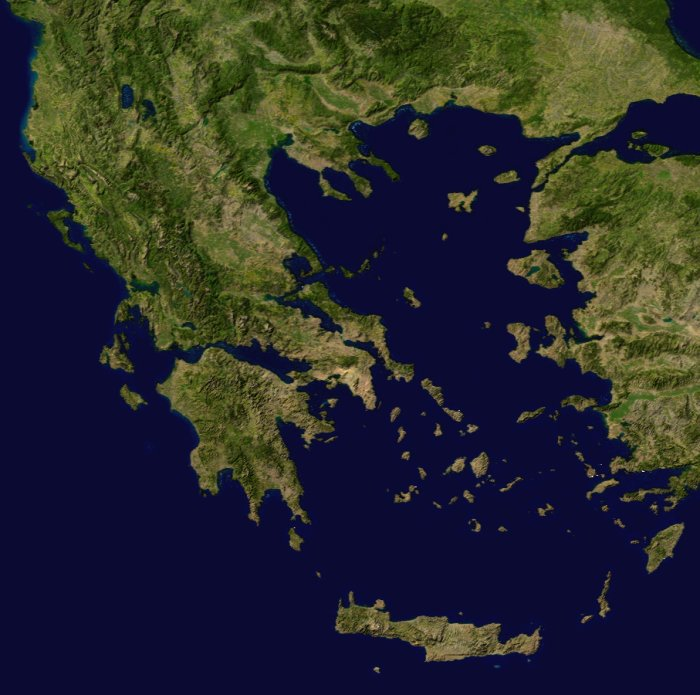
Imagine din satelit a Greciei

Grecia se află în sud-estul Europei, în Peninsula Balcanică. Se învecinează la nord cu Bulgaria, cu Republica Macedonia și Albania, la est cu Turcia și Marea Egee, la vest cu Marea Ionică iar la sud cu Marea Mediterană. Se află cuprinsă aproximativ între paralele 35°00′N și 42°00′N și între meridianele 19°00′E și 28°30′E.
Grecia este formată dintr-o parte continentală cu numeroase golfuri și peninsule (Peloponezul, o peninsulă legată de continent prin istmul Corint) și o parte insulară (aproximativ 3 000 de insule în Marea Egee, Marea Ionică și Marea Mediterană). Insulele cele mai importante sunt Creta, Rodos, Corfu și grupele Dodecaneze și Ciclade. Grecia are aproximativ 15 000 km de coastă.
Aproximativ 80 % din teritoriul țării este muntos sau deluros, lucru care face Grecia una dintre cele mai muntoase țări din Europa. În Grecia occidentală se găsesc lacuri și ținuturi umede. Lanțul muntos central al țării este reprezentat de Munții Pindus, cu o înălțime medie de 2 650 m. Lanțul se continuă cu insulele Kythera și Antikythera până la Creta și Rodos. Insulele Mării Egee sunt piscuri ale munților subacvatici care reprezintă o extensie geologică a lanțului.
Grecia occidentală și centrală conține zone abrupte, înalte, intersectate de numeroase defileuri și alte forme de relief carstic, cele mai cunoscute fiind Meteora și Defileul Vikos - ultimul fiind unul dintre cele mai mari din lume, al doilea ca adâncime după Marele Canion, cu 1 100 de metri.
În lanțul Olimp se află cel mai înalt punct din Grecia, vârful Mytikas, cu o altitudine de 2 919 m. În nordul țării se află un alt lanț muntos, Munții Rodopi, la granița cu Bulgaria. Zona este acoperită de păduri întinse, vechi de secole.
Câmpiile ocupă suprafețe mai mari în nord, în special în Tesalia de est, Macedonia centrală și Tracia. 
Sunt des întâlnite culturi de castraveți datorită climatului temperat și vânturilor de sud.

## Date geografice
Localizare: în Europa sudică, mărginindu-se cu Marea Ionică și Marea Mediterană, între Albania și Turcia
Coordonate geografice:
39°00′N 22°00′E / 39.000°N 22.000°E
Suprafață:

Total:
309 050 km²

Pământ:
130 860 km² continent-insule

Apă:
1 140 km² lacuri-râuri
177 050 km² bazinul Mării Egee (atenție, nu se referă la apele teritoriale, ci doar la regiunea Mării Egee inclusă)
Granițe terestre:

Total:
1 935 km

Țările vecine:
Albania 282 km, Bulgaria 494 km, Turcia 931 km, Republica Macedonia 228 km
Coastă:
15 021 km

Apele teritoriale:
12 mile marine
Clima:
Trei zone climatice bine definite: mediteraneean, alpin și temperat
Relieful:
În general muntos, lanțurile muntoase se continuă în mare sub formă de peninsule sau lanțuri de insule
Extremele altitudinii:

cel mai jos punct:
Marea Mediterană 0 m

cel mai înalt punct:
Muntele Olimp 2 919 m
Resurse naturale:
bauxită, lignit, magneziu, petrol, marmură, zinc, nichel, plumb, hidroenergie, grâu, fructe și legume, tutun, măsline, sare, sfeclă de zahăr, struguri, bumbac, vite
Folosirea terenurilor:

teren arabil:
19 %

culturi permanente:
8 %

păduri:
50 %

altele:
23 % (1993 est.)
Dezastre naturale:
cutremure puternice
Geografie - notă:
Localizare strategică, dominând Marea Egee și drumul sudic către strâmtorile turcești; o țară peninsulară, cu un arhipelag de aproximativ 3 000 de insule. Poate fi împărțită în trei zone geografice principale: continentul, insulele și bazinul Mării Egee.

## Clima
Clima Greciei se împarte în trei categorii:
1. climă mediteraneeană, cu ierni blânde, umede, și veri călduroase, secetoase. Temperaturile depășesc rareori extremele, deși uneori au loc ninsori chiar și în Atena sau Creta în timpul iernii.
2. climă alpină în special în Grecia occidentală (Epir, Grecia Centrală, Tesalia, Macedonia occidentală precum și în părțile centrale ale Peloponezului, cum ar fi Ahaia, Arcadia și părți din Lakonia pe unde trece lanțul muntos).
3. climă temperată în Macedonia centrală și estică, precum și în Tracia, în locuri precum Komotini, Xanthi și Evrosul de nord, cu ierni umede și geroase și veri secetoase și călduroase.

Suburbiile sudice ale Atenei se află în zona mediteraneeană, iar cele nordice în cea alpină.

## Imagini

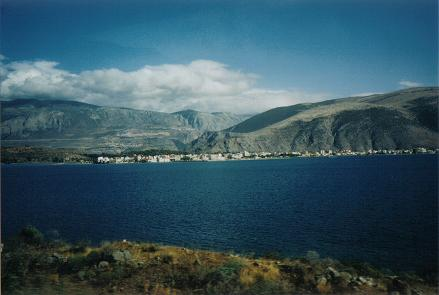
Golful Corint
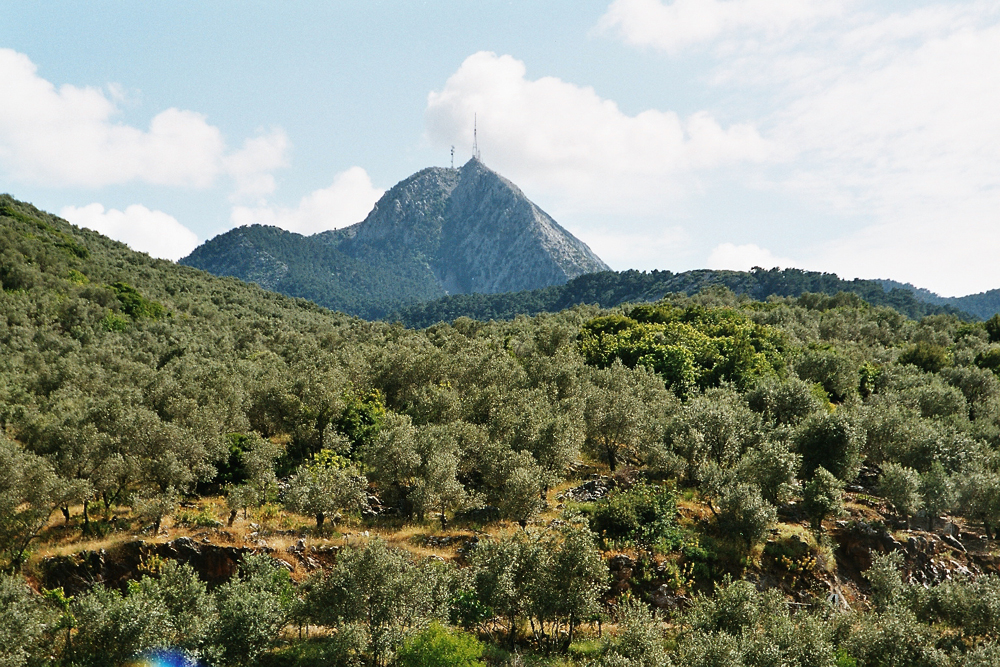
Muntele Olimp
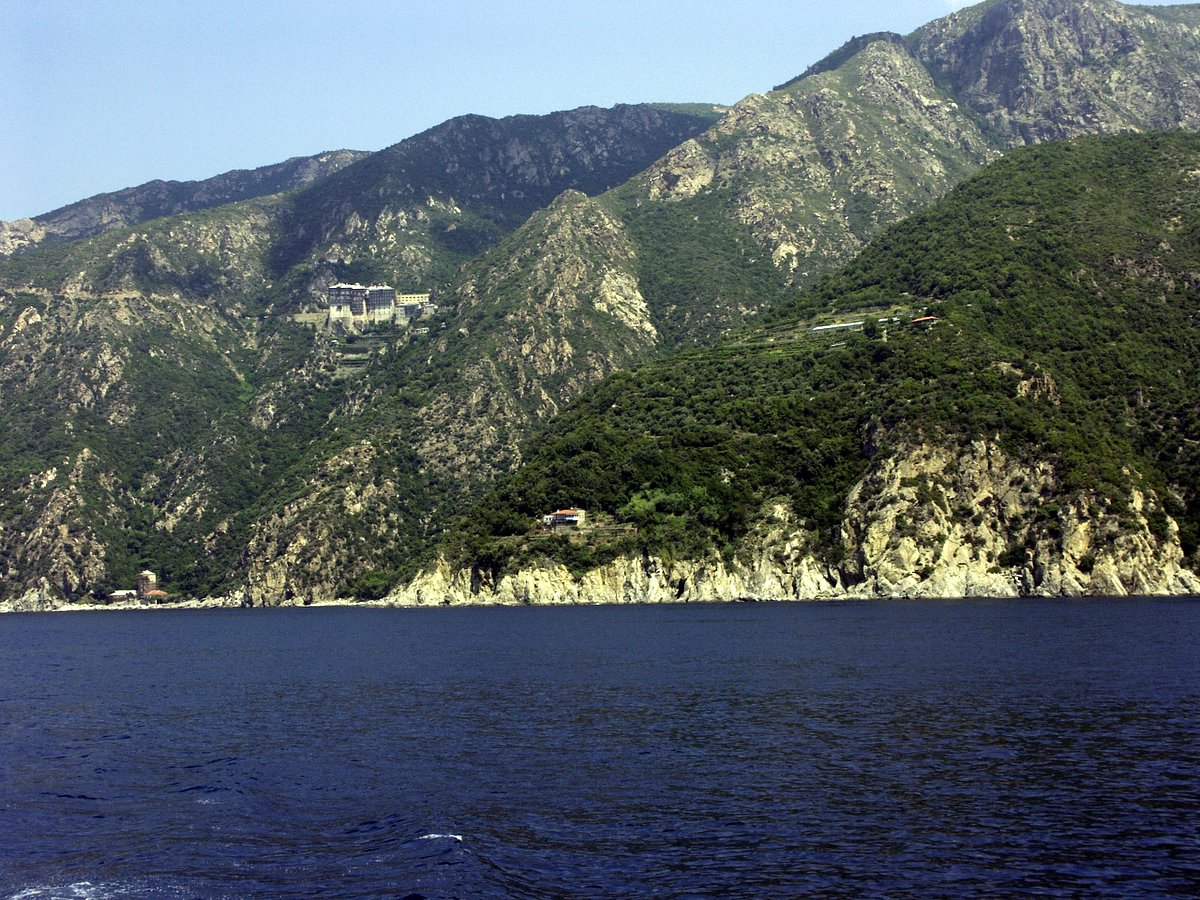
Muntele Athos
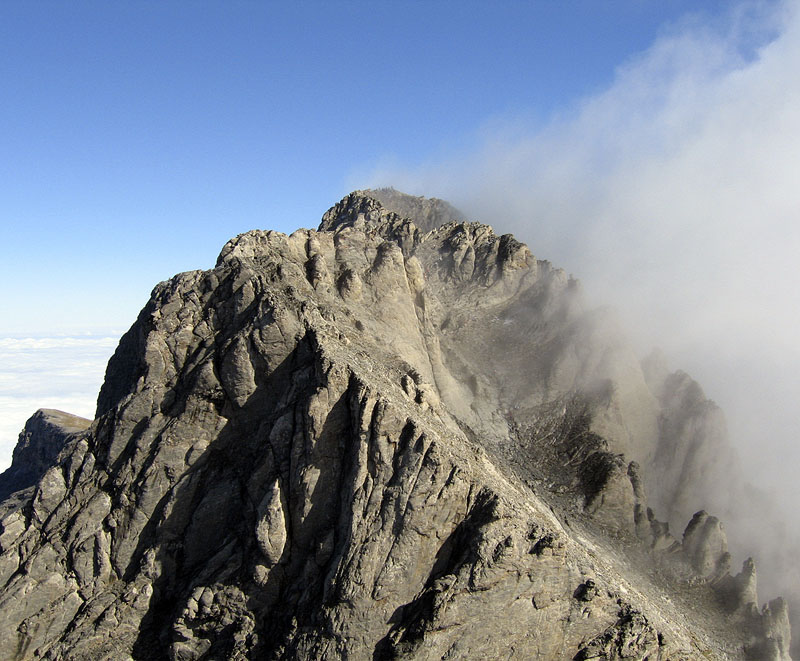
Vârful Mytikas
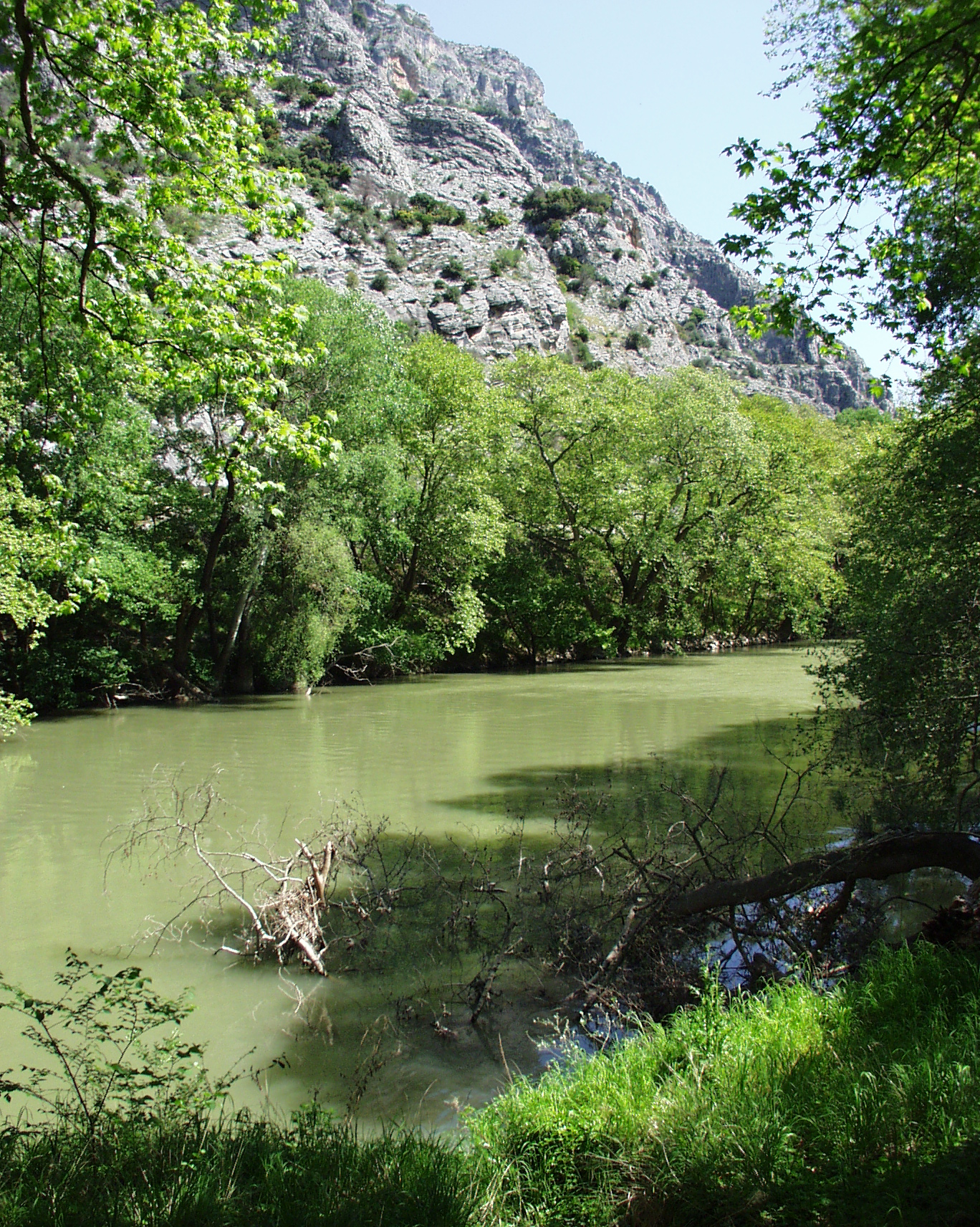
Râul Pinios
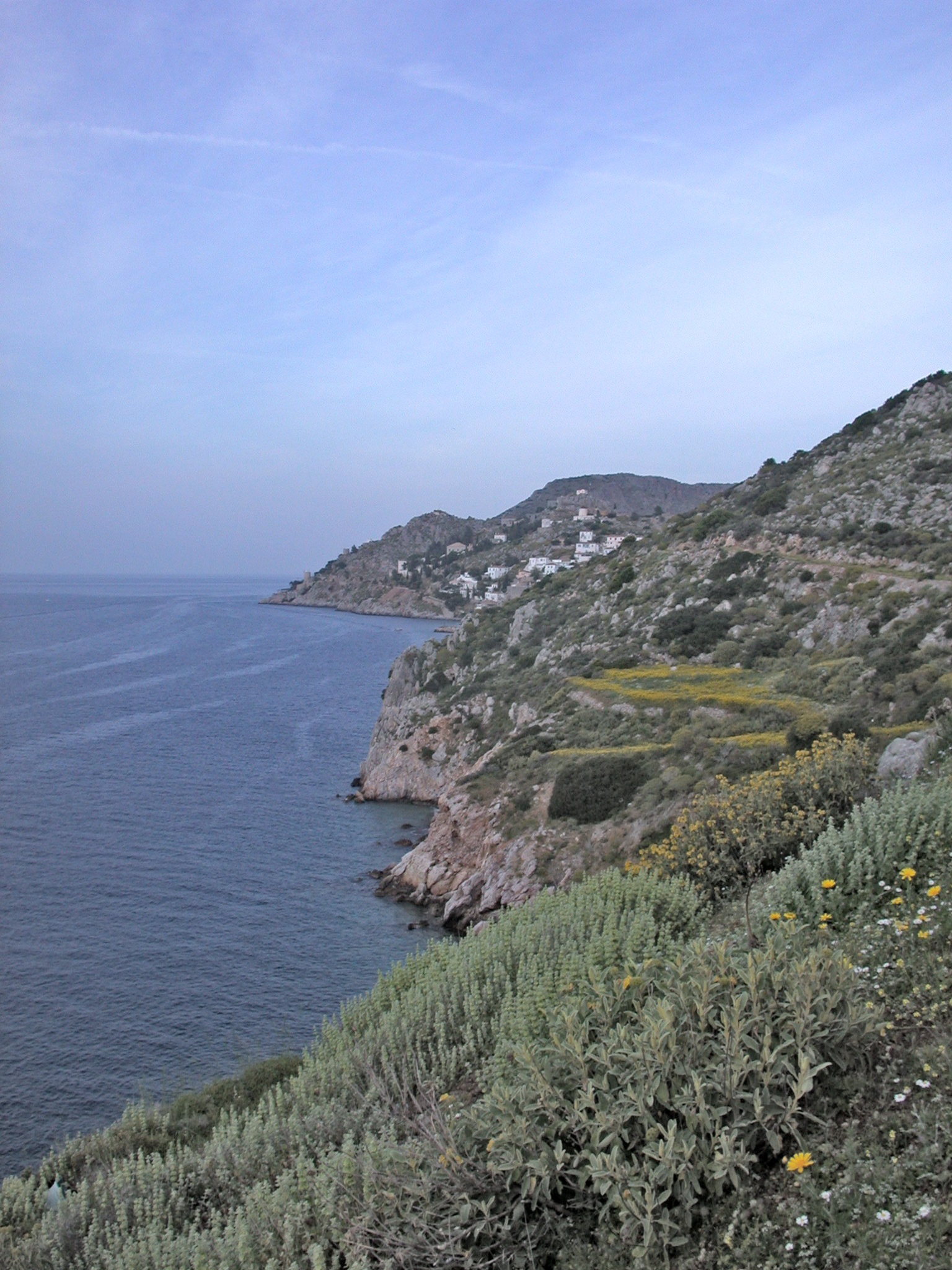
Coasta de Sud Est a Idrei
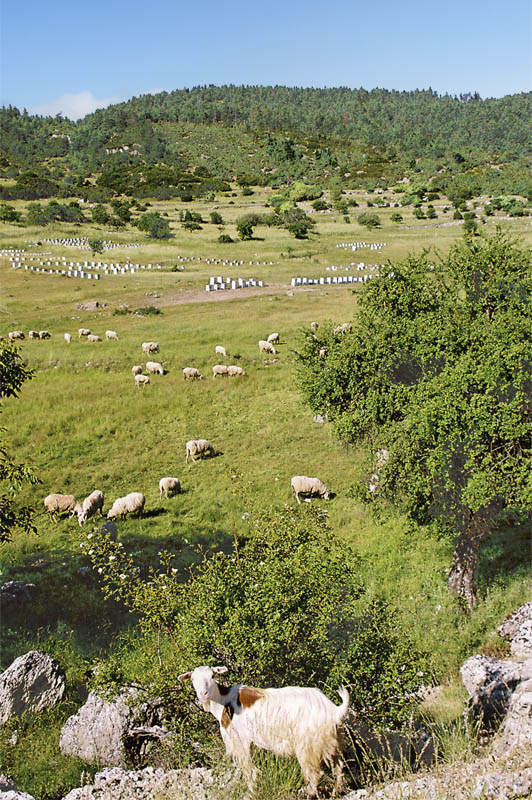
Pășune Arcadia Peloponez
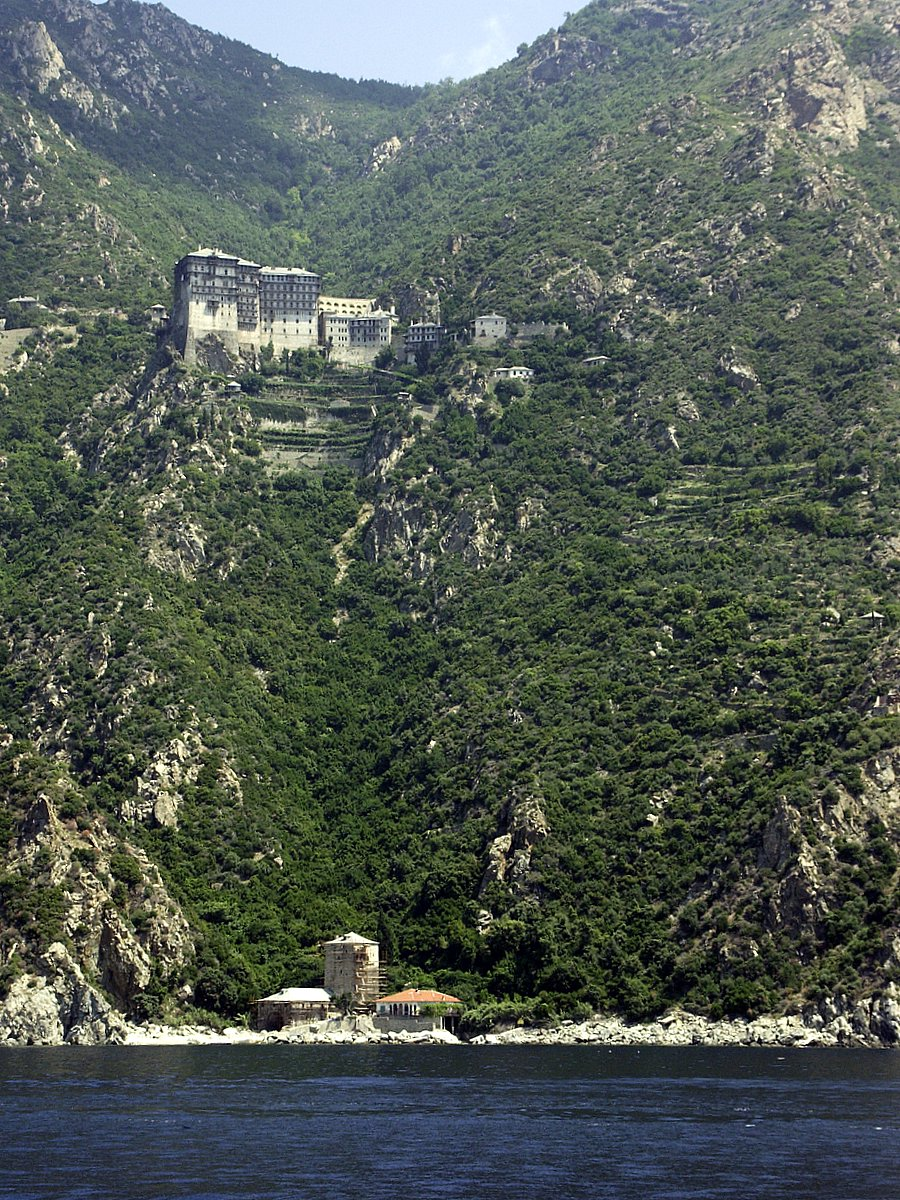
Athos